# ヴィニ・ライリー
ヴィニ・ライリー（Vini Reilly、1953年 - ）はイギリスの音楽プロジェクト、ザ・ドゥルッティ・コラムのギタリスト、ボーカリスト、及び作曲家。
幼いころよりピアノの教育を受け、後にギターを弾くようになる。パンクバンドEd Banger and the Nosebleeds 及びV2のギタリストとして音楽活動を始めた。しかし、パンクバンドの退廃的かつ皮相な在り方に疑問を持ち、しばらくバンド活動からは距離を置くことになる。
1978年、ファクトリー・レコードのトニー・ウィルソン、アラン・イラズマスらの呼び掛けにより、ザ・ドゥルッティ・コラムを結成する。Dave Rowbotham（ギター）、Chris Joyce （ドラム）、Tony Bowers（ベース）、そしてPhil Rainford（ボーカル）をメンバーとして活動が始まるが、メンバーの足並みがそろわず、またヴィニ自身が「それは馬鹿げた想いだったかもしれないけれど、僕自身がバンドのすべてをコントロールしていたかったし、奇妙なことをしたいと強く思っていた」と述べるように、固定メンバーによる活動は不可能であった。結局、ヴィニは彼自身のソロプロジェクトとしてその活動を継続することとなる。1980年にデビューアルバム『The Return of the Durutti Column』を発表し、その後ブルース・ミッチェル（ドラム・パーカッション）を準メンバーに加え、現在まで活動している。